# 로보 (미국의 가수)
로보(Lobo, 본명(本名)은 로널드 켄트 래보이(Ronald Kent LaVoie), 1943년 7월 31일 ~ )는 미국의 남성 싱어송라이터 겸 영화배우이다.

## 데뷔
1961년 록 밴드 "Rumours"의 보컬리스트 겸 기타리스트 첫 데뷔하였다.

## 생애
1961년 록 음악 밴드 "Rumours"의 보컬리스트 겸 기타리스트 첫 데뷔하였고 1971년 솔로 가수 데뷔하였으며 1985년 미국 영화 《O.C. and Stiggs》의 단역으로 영화배우 데뷔하였다.

## 출연작

### 영화
- 1985년 《O.C. and Stiggs》

## 유명세
그는 보통적으로 대한민국 국내에서는 《Me and you and a dog named Boo》와 《There ain't no way》와 《Stoney》라는 노래 작품들의 오리지널 원곡 가수로 널리 잘 알려져 있다.